# Ереминское (Верховажский район)
Ереминское — село в Верховажском районе Вологодской области.
Входит в состав Верховского сельского поселения (до 2015 года входила в Олюшинское сельское поселение), с точки зрения административно-территориального деления — в Олюшинский сельсовет.
Расстояние по автодороге до районного центра Верховажья — 51 км, до деревни Средней — 10 км. Ближайшие населённые пункты — Дор, Боровская, Никольская.
По переписи 2002 года население — 19 человек.